# شاهزاده محمود (ابن محمد الثالث)
شاهزاده محمود (بالتركية العثمانية: شہزادہ محمود؛ توفي في 7 يونيو 1603) كان أمير عثماني، وهو ابن السلطان محمد الثالث من زوجته حليمة سلطان، وحفيد السلطان مراد الثالث وصفية سلطان، والأخ غير الشقيق للسلطان أحمد الأول وشقيق مصطفى الأول.

## حياته
ولد شاهزاده محمود في قصر مانيسا عندما كان والده لا يزال أميرًا وحاكمًا لسنجق صاروخان. تلقى تعليمه مع إخوته على يد مصطفى أفندي الذي عينه والده عام 1592. بعد وفاة السلطان مراد الثالث عام 1595، اعتلى والده العرش باسم (محمد الثالث) وقدم شاهزاده إلى إسطنبول مع والده. أمر والده عند اعتلاء العرش بإعدام تسعة عشر من إخوته غير الأشقاء.

## في إسطنبول
حظي شاهزاده بشعبية كبيرة بين الإنكشاريين في إسطنبول، فأراد أن يغادر القصر لتولى دور الأمير المحارب، ولكن هذا الأمر كان يزعج والده، خاصة أن والده نفسه قد كبر في العمر ولم يستطع القيام بحملة. وأملا في تبديد مخاوف والده من التمردات الإقليمية والتقدم الصفوي، طلب شاهزاده من والده إرساله في حمله ومنحه قيادة الجيش، وكلما طلب من والده ذلك كان أخاه غير الشقيق أحمد الأول يحاول دون جدوى إيقافه لأن هذا الطلب يشعر والدهما بالضيق. علاوة على ذلك، خشي محمد الثالث من أن ابنه الشاب شاهزاده يعتزم شن تمرد ضده من داخل القصر.
شعر شاهزاده بالغضب والضيق عندما رأى والده يتلقى الأوامر من جدته صفية سلطان التي كانت تملي على والده ما يجب فعله، لم تكن حليمة سلطان (والدة شاهزاده) وجدته على علاقة جيدة أيضا وفي نفس الوقت كانت الدولة تغرق في الفوضى. وفقًا للتقاليد التركية، كان من المتوقع أن يعمل جميع الأمراء كحكام أقاليم كجزء من تدريباتهم على تحمل المسؤولية مستقبلًا. ومع ذلك لم يكن شاهزاده قد تم ختانه بعد، ولم يتم إرساله ليحكم أي مقاطعة بسبب ثورات جلال (الواعظ العلوي المنتهية ولايته) والحرب التركية الطويلة، وهي حرب برية غير حاسمة بين مملكة هابسبورغ والإمبراطورية العثمانية، من أجل السيطرة في المقام الأول على إمارات الأفلاق، ترانسيلفانيا وإمارة البغدان.
انتشرت شائعات في العاصمة عن وجود مؤامرة لقتل السلطان محمد الثالث بالسم من أجل تنصيب شاهزاده لقيادة الإمبراطورية. دار نقاش بين وزراء المجلس الإمبراطوري حول أي من أبناء السلطان محمد الثالث يجب أن يكون وريثًا للعرش. انقسم الوزراء إلى مجموعتين: واحدة دعمت شاهزاده، والأخرى لصالح شقيقه شهزاد أحمد. وفقًا لشائعة أخرى، إذا فشلت مؤامرة اغتيال السلطان محمد الثالث، فسيتم نقل شاهزاده سرًا إلى إحدى المقاطعات، حيث يمكنه بسهولة جمع جيش والقتال من أجل العرش.
بعثت والدة شاهزاده برسالة إلى أحد العرّافين لمعرفة ما إذا كان ابنها سيصبح السلطان التالي وإلى متى سيظل زوجها في الحكم. أجاب العراف عن السؤال برسالة، لكن عبد الرزاق آغا (كبير حراس سكن الحريم الإمبراطوري) اعترضها وأعطاها لاحقًا للسطان محمد الثالث وصفية بدلاً منها. ذكر في الرسالة إن السلطان محمد الثالث سيموت في غضون ستة أشهر دون تحديد سبب الوفاة وسيصبح شاهزاده السلطان القادم. غضبت صفية من محمد الثالث وقامت بفحص شاهزاده الذي لم يكن يعرف شيئًا عن ما فعلته والدته.

## السجن
سُجن شاهزاده وضُرب لإجباره على الاعتراف. وبعد يومين ضرب مرة أخرى في كل مرة مائتي ضربة ولكنه لم يعترف بشيئ. ثم استدعيت والدته للتحقيق والاستجواب، واعترفت بأنها أرسلت بالفعل رسالة إلى العرّاف لمعرفة مستقبل ابنها، ولكن دون أي نية للإيذاء أو التفكير في حرمان زوجها من العرش. لكن هذا الجواب لم يقنع السلطان محمد الثالث ووالدته صفية.
قرر السلطان التشاور مع وزيره الأكبر يميشجي حسن باشا والمفتي بشأن هذه الحادثة. وطلب الرأي القانوني من المفتي ابولميامين مصطفى أفندي ما إذا كان بإمكانه إعدام نجله أم لا. وذكر المفتي أنه لا يستطيع إعدام ابنه بدون شهود، وأنه لا يمكن إعدامه إلا إذا كان موته يرضي والده.

## الإعدام
في 7 يونيو 1603 أعدم شاهزاده من قبل أربعة رجال صم أبكم في غرفة إحدى الحريم بينما كان السلطان محمد الثالث ينتظر في الخارج. بعد تنفيذ أمره، دخل محمد الثالث الغرفة للتأكد من وفاة شاهزاده، وبوفاته بقي ابنان فقط لمحمد الثالث وهما سلاطين المستقبل أحمد الأول ومصطفى الأول. وألقي أتباع شاهزاده الذين كان من المفترض أن يشاركوا في الانقلاب في البحر، ترددت شائعات عن إعدام والدته أيضًا، وقيل أنها أرسلت إلى قصر إسكي (القديم) بحلول نهاية يونيو. يُذكر شاهزاده بعد وفاته بأنه شجاع وغيور، ووضع في فئة الأمراء الذين أحبهم الإنكشاريون كثيرًا، وهي طريقة عثمانية لوصف الأمراء الذين كان لهم طموح لتولي الحكم ولكنه لم يتحقق.

### معلومات المراجع
- Ágoston، Gábor؛ Masters، Bruce Alan (1 مايو 2010). Encyclopedia of the Ottoman Empire. Infobase Publishing. ISBN:978-1-438-11025-7.
- Börekçi، Günhan. İnkırâzın Eşiğinde Bir Hanedan: III. Mehmed, I. Ahmed, I. Mustafa ve 17. Yüzyıl Osmanlı Siyasî Krizi.
- Börekçi، Günhan (2010). Factions And Favorites At The Courts Of Sultan Ahmed I (r. 1603-17) And His Immediate Predecessors.
- Duindam، Jeroen (1 أكتوبر 2015). Dynasties: A Global History of Power, 1300–1800. Cambridge University Press. ISBN:978-1-107-06068-5.
- International Journal of Turkish Studies - Volume 13. University of Wisconsin. 2007.[استشهاد منقوص البيانات]
- Güzel، Hasan Celâl؛ Oğuz، Cem؛ Karatay، Osman (2002). The Turks: Ottomans (2 v. ).
- Michael، Michalis N.؛ Kappler، Matthias؛ Gavriel، Eftihios (2009). Archivum Ottomanicum.[استشهاد منقوص البيانات]
- FMR : the Magazine of Franco Maria Ricci - Issues 14-16. Franco Maria Ricci International. 1985.[استشهاد منقوص البيانات]
- Peirce، leslie P. (1993). The Imperial Harem: Women and Sovereignty in the Ottoman Empire. Oxford University Press. ISBN:978-0-195-08677-5. مؤرشف من الأصل في 2022-08-18.
- Piterberg، Gabriel (4 سبتمبر 2003). An Ottoman Tragedy: History and Historiography at Play. University of California Press. ISBN:978-0-520-93005-6.
- Somel، Selcuk Aksin (2010). The A to Z of the Ottoman Empire. Rowman & Littlefield. ISBN:978-0-810-87579-1.
- Tezcan، Baki (2001). Searching For Osman: A Reassessment Of The Deposition Of The Ottoman Sultan Osman II (1618-1622).
- Tezcan، Baki؛ Barbir، Karl K. (2007). Identity and Identity Formation in the Ottoman World: A Volume of Essays in Honor of Norman Itzkowitz. Center for Turkish Studies at the University of Wisconsin. ISBN:978-0-299-22750-0.
- Tezcan، Baki (13 سبتمبر 2010). The Second Ottoman Empire: Political and Social Transformation in the Early Modern World. Cambridge University Press. ISBN:978-0-521-51949-6.
- Walthall، Anne (2008). Servants of the Dynasty: Palace Women in World History. University of California Press. ISBN:978-0-520-25444-2.